# Flughafen Vestmannaeyjar

i8
i11
i13
Der Flughafen Vestmannaeyjar (isländisch Vestmannaeyjaflugvöllur, IATA-Code: VEY, ICAO-Code: BIVM) ist ein Flughafen auf der Insel Heimaey im Süden Islands. Der Flughafen ist auch unter dem Namen Westman Islands Airport bekannt.

## Fluggesellschaften und Flugziele
Die wichtigste Fluggesellschaft vor Ort war die Air Iceland, welche mehrere Flüge täglich zum Flughafen Reykjavík durchführte. Wegen Streitereien mit der lokalen Regierung wurden alle Flüge am 3. August 2010 eingestellt. Seither ist die Eagle Air die Hauptfluggesellschaft.
Vom Flughafen Vestmannaeyjar werden Privatflüge zum Flugplatz Bakki an der isländischen Südküste durchgeführt, welche etwa sieben Minuten dauern. Die Flugdauer nach Reykjavík beträgt etwa 25 Minuten.
| Fluggesellschaft | Flugziele |
| ---------------- | --------- |
| Icelandair       | Reykjavík |